# AK Ausserkontrolle

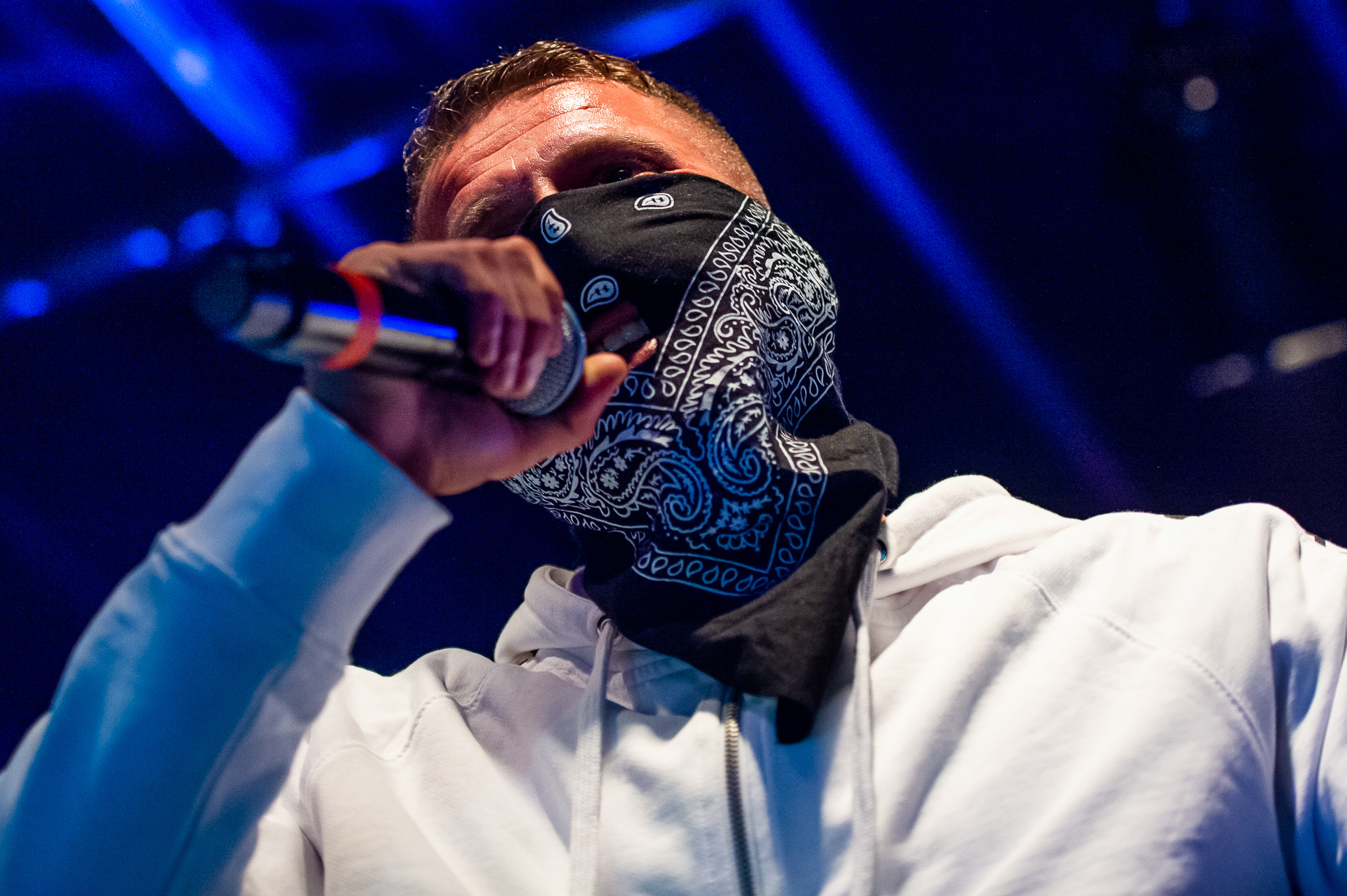
AK AusserKontrolle (2019)

AK Ausserkontrolle, auch stilisiert AK AU65ERKONTROLLE, (* in Berlin; bürgerlich Davut Altundal) ist ein Deutschrapper kurdischer Herkunft aus Berlin-Wedding. Er war vorher als DramaKing in der Berliner Rapcrew Ausserkontrolle (auch: Au65erkontrolle) aktiv. Als Hauptrapper der Crew nahm er später den Namen AK Ausserkontrolle als Pseudonym an. Ab dem Album XY trat die Crew in den Hintergrund und die Veröffentlichungen werden nun lediglich Altundal zugeordnet. Den Schallplattenauszeichnungen zufolge hat er in seiner Karriere mehr als 830.000 Tonträger verkauft.

## Geschichte

### Kindheit und Jugend
Altundals Eltern sind Kurden, sie kamen ursprünglich aus der türkischen Provinz Mardin und sind zuerst in den Libanon, dann nach Deutschland ausgewandert. Altundal wurde in einem Flüchtlingsheim in Lichterfelde geboren und wuchs in Berlin-Wedding auf. Sein Vater hatte keinen Aufenthaltstitel und verdiente sich durch Zigarettenschmuggel ein Zubrot. Altundal selbst begann als Jugendlicher mit dem Drogenhandel.

### Crew Ausserkontrolle und Gullideckelbande
Ausserkontrolle bestand bereits in den 2000ern, damals noch als Außer Kontrolle und formierte sich um den Berliner Die-Sekte-Rapper Alpa Gun. Gründungsmitglied der Crew war der heute eher im Hintergrund bleibende Rapper Fux. Die Crew bestand aus mehreren Personen, sie platzierten nur wenige Tracks auf verschiedenen Tonträgern der Berliner Rapszene, verschwanden danach wieder in der Versenkung, blieben aber nie ganz inaktiv.
In den Blick der Öffentlichkeit kam die Crew wieder, als DramaKing für die Doku Hauptstadt der Diebe auf RBB interviewt wurde, die über die spektakulären Überfälle der sogenannten „Gullideckelbande“ berichtete. Der Name bezog sich auf ihr Markenzeichen: Ein Kanaldeckel diente der Bande als Einbruchswerkzeug, um beispielsweise Glasscheiben einzuwerfen. Die Bande habe wohl in der Vorweihnachtszeit 2013 einen neu eröffneten Apple Store am Kurfürstendamm überfallen, indem sie mit einem Wagen hineinfuhren. So präsentiert AK es des Öfteren in seinen Songtexten. In einem Interview mit Nico von Backspin hat er ihn gefragt, ob es wirklich stimme, dass er mit seiner Bande für den Einbruch im Apple Store verantwortlich sei. AK selbst sagte diesbezüglich, dass viele Banden dafür verdächtig wurden, jedoch keiner bis dato gefasst werden konnte. DramaKing präsentierte sich in der Doku als Chronist der Gruppe. Bei einem der spektakulären Überfälle wurde er gefasst und bekam 24 Monate auf Bewährung. Nach einer Haftstrafe von zwei Jahren entschied er sich, aus dem kriminellen Milieu auszusteigen und sich auf seine Musikkarriere zu konzentrieren und als Rapper durchzustarten.

### Musikalische Karriere
Ab 2015 wurden Videos über die Plattform Aggro.TV hochgeladen. DramaKing trat als Hauptrapper in Erscheinung, während Undacavaa im Hintergrund agierte und Gründungsmitglied Fux nur noch sporadisch aktiv war. Die Crew rappte vor allem über Einbrüche und bedient sich des Gangsta-Raps. In den Videos und in der Öffentlichkeit zeigt sich die Crew vermummt mit Bandanas.
2016 erschien das Debütalbum Panzaknacka über die Plattenfirma Auf!Keinen!Fall!. Das Album erreichte in Deutschland die Top 10 und in der Schweiz und Österreich die Top 40. Im Anschluss ging die Band mit der 187 Strassenbande auf Tour. Auf dem zweiten Album A.S.S.N (Auf Staat sein Nacken) von 2017 präsentierte sich AK AusserKontrolle auf dem Cover noch als Crew, letztlich war es aber vor allem Altundal, der in der Öffentlichkeit stand und das Projekt nun alleine fortführte. Die weiteren Mitglieder traten nur noch in Form von Featurings auf. Produziert wurde das Album von Altundal und Sonus030. Im Anschluss tourte AK AusserKontrolle mit Capital Bra.
AK Ausserkontrolle war von 2017 bis Anfang 2018 bei Ersguterjunge unter Vertrag, das damals zu etwa gleichen Teilen Bushido und Arafat Abou-Chaker gehörte. Seinen Einstand gab er auf dem Bushido-Album Black Friday auf dem Song Echte Berliner. Er veröffentlichte aber während der Vertragszeit kein Album, sondern lediglich eine EP namens Selbststeller. Kurz darauf kam es zu Streitigkeiten zwischen Abou-Chaker und Bushido, aus einem gemeinsam geplanten Sampler mit AK Ausserkontrolle und Künstlern wie Laas Unltd. und Samra wurde nichts. Stattdessen wurde das Label in der Form aufgelöst. Kurz nach der Trennung ließ Altundal verlauten, er habe sein eigenes Musiklabel XY Records zusammen mit Universal Musics Vertigo gegründet.
Im November 2018 erschien als drittes Studioalbum XY. Anschließend folgte der Labelsampler XY Sampler am 19. September 2019 veröffentlicht. Während XY Sampler erschien, nahm AK noch MORR und Faroon unter Vertrag, während die vorher zu Ausserkontrolle gehörenden Rapper Pablokk, Undacava und Jason sich kurz vor Veröffentlichung des Albums von der Gruppe trennten und nun unter den vorherigen Namen weiter machen, wobei sie allerdings das „Ausserkontrolle“ hinter ihrem Namen weg lassen.
Am 21. August 2020 wurde das vierte Album mit dem Namen A.S.S.N 2 veröffentlicht. Dabei wurde er erstmals von Featuregästen wie Gringo, Farid Bang oder Shindy, aber auch wiederkehrenden Gastmusikern wie Fux Ausserkontrolle, Kontra K, Bonez MC, 18 Karat, Veysel und Sa4 bei jeweils einem Lied unterstützt.
Im November 2020 veröffentlichte Davut Altundal zusammen mit seinem Ghostwriter Josip Radovic seine Biografie Auf Staat sein Nacken. Nimm dir alles, was du kriegen kannst im Riva Verlag.

## Abschiebung
Obwohl Altundal in Berlin geboren ist und sein ganzes Leben in Berlin verbrachte, hat er lediglich einen türkischen Pass und einen Aufenthaltstitel. Am 30. April 2019 gab Altundal bekannt, dass er aufgefordert wurde, Deutschland bis zum 30. Mai 2019 zu verlassen. Er kündigte jedoch Widerstand an. Im Mai 2019 erhielt Altundal einen Aufenthaltstitel über drei Jahre.

## Diskografie

### Studioalben
| Jahr | Titel       | Höchstplatzierung, Gesamtwochen, AuszeichnungChartplatzierungen (Jahr, Titel, Platzierungen, Wochen, Auszeichnungen, Anmerkungen) | Höchstplatzierung, Gesamtwochen, AuszeichnungChartplatzierungen (Jahr, Titel, Platzierungen, Wochen, Auszeichnungen, Anmerkungen) | Höchstplatzierung, Gesamtwochen, AuszeichnungChartplatzierungen (Jahr, Titel, Platzierungen, Wochen, Auszeichnungen, Anmerkungen) | Anmerkungen                              |
| Jahr | Titel       | DE | AT | CH | Anmerkungen                              |
| ---- | ----------- | --- | --- | --- | ---------------------------------------- |
| 2016 | Panzaknacka | DE10 (3 Wo.)DE | AT40 (1 Wo.)AT | CH26 (2 Wo.)CH | Erstveröffentlichung: 15. April 2016     |
| 2017 | A.S.S.N.    | DE3 (7 Wo.)DE | AT14 (1 Wo.)AT | CH14 (2 Wo.)CH | Erstveröffentlichung: 5. Mai 2017        |
| 2018 | XY          | DE5 (3 Wo.)DE | AT12 (1 Wo.)AT | CH18 (1 Wo.)CH | Erstveröffentlichung: 9. November 2018   |
| 2019 | XY Sampler  | DE63 (1 Wo.)DE | — | — | Erstveröffentlichung: 13. September 2019 |
| 2020 | A.S.S.N. 2  | DE1 (7 Wo.)DE | AT1 (5 Wo.)AT | CH5 (3 Wo.)CH | Erstveröffentlichung: 21. August 2020    |
| 2023 | Blackout    | DE7 (28 Wo.)DE | AT13 (9 Wo.)AT | CH14 (7 Wo.)CH | Erstveröffentlichung: 30. März 2023      |

### EPs
- 2012: Geschlossene Gesellschaft EP
- 2016: Selbststeller EP
- 2017: A.S.S.N. Bonus EP
- 2018: Panzertape EP
- 2024: Maskoff

### Singles als Leadmusiker
| Jahr | Titel Album               | Höchstplatzierung, Gesamtwochen, AuszeichnungChartplatzierungen (Jahr, Titel, Album, Platzierungen, Wochen, Auszeichnungen, Anmerkungen) | Höchstplatzierung, Gesamtwochen, AuszeichnungChartplatzierungen (Jahr, Titel, Album, Platzierungen, Wochen, Auszeichnungen, Anmerkungen) | Höchstplatzierung, Gesamtwochen, AuszeichnungChartplatzierungen (Jahr, Titel, Album, Platzierungen, Wochen, Auszeichnungen, Anmerkungen) | Anmerkungen                                                                   |
| Jahr | Titel Album               | DE | AT | CH | Anmerkungen                                                                   |
| --- | ------------------------- | --- | --- | --- | ----------------------------------------------------------------------------- |
| 2018 | Investment XY             | DE51 (1 Wo.)DE | — | — | Erstveröffentlichung: 15. Juni 2018                                           |
| 2018 | Alles schon gesehen XY    | DE81 (1 Wo.)DE | — | — | Erstveröffentlichung: 29. Juni 2018                                           |
| 2018 | XY                        | DE80 (1 Wo.)DE | — | — | Erstveröffentlichung: 20. Juli 2018                                           |
| 2018 | Unterwegs XY              | DE26 (5 Wo.)DE | AT59 (3 Wo.)AT | CH83 (1 Wo.)CH | Erstveröffentlichung: 31. August 2018 feat. Veysel                            |
| 2018 | Bang Bang XY              | DE49 (2 Wo.)DE | — | — | Erstveröffentlichung: 28. September 2018                                      |
| 2018 | Prominenz XY              | DE40 (2 Wo.)DE | — | — | Erstveröffentlichung: 9. November 2018                                        |
| 2019 | Berlin XY Sampler         | DE34 (3 Wo.)DE | — | CH98 (1 Wo.)CH | Erstveröffentlichung: 26. Juli 2019                                           |
| 2019 | Lucky Luke XY Sampler     | DE51 (1 Wo.)DE | — | — | Erstveröffentlichung: 6. September 2019 mit Fux Ausserkontrolle               |
| 2020 | 136er A.S.S.N. 2          | DE22 (3 Wo.)DE | AT59 (1 Wo.)AT | CH77 (1 Wo.)CH | Erstveröffentlichung: 7. Februar 2020                                         |
| 2020 | Hood A.S.S.N. 2           | DE10 (3 Wo.)DE | AT15 (1 Wo.)AT | CH28 (1 Wo.)CH | Erstveröffentlichung: 27. März 2020 mit Shindy                                |
| 2020 | Für die Diebe A.S.S.N. 2  | DE25 (2 Wo.)DE | — | CH85 (1 Wo.)CH | Erstveröffentlichung: 17. April 2020                                          |
| 2020 | In meinem Benz A.S.S.N. 2 | DE1 Platin · (26 Wo.)DE | AT1 Platin · (25 Wo.)AT | CH11 (21 Wo.)CH | Erstveröffentlichung: 29. Mai 2020 Verkäufe: + 430.000; feat. Bonez MC        |
| 2020 | Gangster Queen A.S.S.N. 2 | DE15 (4 Wo.)DE | AT45 (1 Wo.)AT | CH90 (1 Wo.)CH | Erstveröffentlichung: 3. Juli 2020 feat. Jugglerz                             |
| 2020 | Kristall 2 A.S.S.N. 2     | DE38 (1 Wo.)DE | — | — | Erstveröffentlichung: 7. August 2020 feat. Sonus030                           |
| 2021 | Unter dem Radar Blackout  | DE18 (2 Wo.)DE | AT50 (1 Wo.)AT | CH50 (1 Wo.)CH | Erstveröffentlichung: 16. April 2021                                          |
| 2021 | 3065 Blackout             | DE21 (9 Wo.)DE | — | CH95 (1 Wo.)CH | Erstveröffentlichung: 7. Mai 2021                                             |
| 2021 | Vater Staat –             | DE97 (1 Wo.)DE | — | — | Erstveröffentlichung: 21. Mai 2021 mit Undacava, Pablokk & Jason              |
| 2021 | Gut im Geschäft Blackout  | DE17 (3 Wo.)DE | AT48 (1 Wo.)AT | CH41 (1 Wo.)CH | Erstveröffentlichung: 17. September 2021                                      |
| 2022 | In Kauf Blackout          | DE84 (1 Wo.)DE | — | — | Erstveröffentlichung: 25. Februar 2022                                        |
| 2022 | Badboy –                  | DE— aDE | — | — | Erstveröffentlichung: 24. März 2022                                           |
| 2022 | Blackout                  | DE15 (16 Wo.)DE | AT24 (5 Wo.)AT | — | Erstveröffentlichung: 10. November 2022                                       |
| 2022 | Weiß nicht wie Blackout   | DE80 (1 Wo.)DE | — | — | Erstveröffentlichung: 1. Dezember 2022 feat. Samra                            |
| 2023 | 6561 Blackout             | DE4 (8 Wo.)DE | AT22 (3 Wo.)AT | CH22 (2 Wo.)CH | Erstveröffentlichung: 19. Januar 2023 feat. Pashanim                          |
| 2023 | Wieder da Blackout        | DE19 (3 Wo.)DE | — | — | Erstveröffentlichung: 16. Februar 2023                                        |
| 2023 | Pur auf Ice Blackout      | DE23 (3 Wo.)DE | — | — | Erstveröffentlichung: 2. März 2023                                            |
| 2023 | Supermodel Blackout       | DE21 (8 Wo.)DE | — | — | Erstveröffentlichung: 16. März 2023                                           |
| 2023 | Dieses eine Mal Blackout  | DE11 (3 Wo.)DE | AT35 (1 Wo.)AT | CH40 (1 Wo.)CH | Erstveröffentlichung: 29. März 2023 feat. Sido & Kontra K                     |
| 2024 | In meiner DNA Maskoff     | DE14 (3 Wo.)DE | — | CH83 (1 Wo.)CH | Erstveröffentlichung: 15. Februar 2024                                        |
| 2024 | Habibi Maskoff            | DE36 (1 Wo.)DE | — | — | Erstveröffentlichung: 14. März 2024                                           |
| 2024 | Wo Maskoff                | DE— bDE | — | — | Erstveröffentlichung: 11. April 2024                                          |
| 2024 | 100 TSD Maskoff           | DE68 (1 Wo.)DE | — | — | Erstveröffentlichung: 30. Mai 2024                                            |
| 2024 | Räuber & Diebe Maskoff    | DE78 (1 Wo.)DE | — | — | Erstveröffentlichung: 20. Juni 2024                                           |
| 2024 | Helikopter Maskoff        | DE93 (1 Wo.)DE | — | — | Erstveröffentlichung: 1. August 2024                                          |
| 2024 | Harbi Kurdi –             | DE61 (1 Wo.)DE | — | — | Erstveröffentlichung: 7. November 2024 mit Berdo, Shabab, Kurdo, Kardo & Volo |
| Folgende Lieder erschienen nicht als Single, wurden aber durch das Album zum Download und Streaming bereitgestellt und konnten somit eine Platzierung erlangen: |                           | | | |                                                                               |
| |                           | | | |                                                                               |
| 2017 | Jim Beam & Voddi A.S.S.N. | DE83 Platin · (2 Wo.)DE | — | — | Charteinstieg: 19. Mai 2017 Verkäufe: + 400.000; feat. Bonez MC               |
| 2020 | Easy A.S.S.N. 2           | DE50 (1 Wo.)DE | — | — | Charteinstieg: 28. August 2020                                                |

Weitere Singles
- 2004: Schöneberg 30 (feat. Alpa Gun)
- 2006: AK (feat. Tony D)
- 2006: Homie (feat. Sido)
- 2016: 2065
- 2017: A.S.S.N.
- 2017: Kristall
- 2017: Lieber Gott
- 2018: Murderer

### Singles als Gastmusiker
| Jahr | Titel Album                      | Höchstplatzierung, Gesamtwochen, AuszeichnungChartplatzierungen (Jahr, Titel, Album, Platzierungen, Wochen, Auszeichnungen, Anmerkungen) | Höchstplatzierung, Gesamtwochen, AuszeichnungChartplatzierungen (Jahr, Titel, Album, Platzierungen, Wochen, Auszeichnungen, Anmerkungen) | Höchstplatzierung, Gesamtwochen, AuszeichnungChartplatzierungen (Jahr, Titel, Album, Platzierungen, Wochen, Auszeichnungen, Anmerkungen) | Anmerkungen |
| Jahr | Titel Album                      | DE | AT | CH | Anmerkungen |
| --- | -------------------------------- | --- | --- | --- | --- |
| 2017 | Gift Gute Nacht                  | DE59 (3 Wo.)DE | — | — | Erstveröffentlichung: 21. April 2017 Kontra K feat. BTNG & AK Ausserkontrolle |
| 2018 | Setz dich Erde & Knochen         | DE22 (4 Wo.)DE | AT67 (1 Wo.)AT | — | Erstveröffentlichung: 27. April 2018 Kontra K feat. AK Ausserkontrolle & Gzuz |
| 2018 | Guzman Alle Freunde fett         | DE59 (1 Wo.)DE | — | — | Erstveröffentlichung: 11. Mai 2018 Gringo feat. AK Ausserkontrolle |
| 2018 | Fightclub Allein                 | DE3 (6 Wo.)DE | AT5 (2 Wo.)AT | CH9 (2 Wo.)CH | Erstveröffentlichung: 12. Oktober 2018 Capital Bra feat. Samra & AK Ausserkontrolle |
| 2020 | Loco Genkidama                   | DE21 (2 Wo.)DE | AT38 (1 Wo.)AT | CH47 (1 Wo.)CH | Erstveröffentlichung: 3. April 2020 Farid Bang feat. 18 Karat & AK Ausserkontrolle |
| 2020 | Sirenen Vollmond                 | DE5 (6 Wo.)DE | AT17 (3 Wo.)AT | CH48 (1 Wo.)CH | Erstveröffentlichung: 28. August 2020 Kontra K feat. AK Ausserkontrolle |
| 2022 | Macht –                          | DE69 (1 Wo.)DE | — | — | Erstveröffentlichung: 16. Dezember 2022 Samra feat. AK Ausserkontrolle |
| 2023 | Wir bleiben wach –               | DE42 (1 Wo.)DE | — | — | Erstveröffentlichung: 11. August 2023 Volo feat. Capo & AK Ausserkontrolle |
| 2025 | Qualität –                       | DE27 (2 Wo.)DE | — | — | Erstveröffentlichung: 17. Januar 2025 Sonus030 feat. AK Ausserkontrolle |
| 2025 | Bissu dumm ¿ (Megalodon Remix) – | DE8 (4 Wo.)DE | AT15 (2 Wo.)AT | CH19 (2 Wo.)CH | Erstveröffentlichung: 16. April 2025 Bonez MC & Nate57 feat. AchtVier, AK 33, AK Ausserkontrolle, Azad, Big Toe, Caney030, Celo & Abdi, Crackaveli, Curse, Dardan, Die P, Eno, Finch, Frauenarzt, Hakan Abi, Haze, Jaill, Jan Delay, Jonesmann, Juju, Kaisa Natron, Kolja Goldstein, Kontra K, Kwam.E, Laas Unltd., LX, Makko, Massiv, MP Freshly, Nizi19, Olexesh, OTW, Reeperbahn Kareem, Sa4, Saliou, Samra, Sido, Silva, Sil3A, Ski Aggu, Tom Hengst, Vega, Veysel, Zined |
| Folgende Lieder erschienen nicht als Single, wurden aber durch das Album zum Download und Streaming bereitgestellt und konnten somit eine Platzierung erlangen: |                                  | | | | |
| |                                  | | | | |
| 2017 | Echte Berliner Black Friday      | DE40 (2 Wo.)DE | AT67 (1 Wo.)AT | — | Charteinstieg: 16. Juni 2017 Bushido feat. AK Ausserkontrolle |
| 2017 | Bra macht die AK Blyat           | DE99 (1 Wo.)DE | — | — | Charteinstieg: 6. Oktober 2017 Capital Bra feat. AK Ausserkontrolle |
| 2018 | Darby Berlin lebt                | DE23 (2 Wo.)DE | AT37 (1 Wo.)AT | — | Charteinstieg: 29. Juni 2018 Capital Bra feat. AK Ausserkontrolle |
| 2019 | Mafia Je m’appelle Kriminell     | DE73 (1 Wo.)DE | — | — | Charteinstieg: 7. Juni 2019 18 Karat feat. AK Ausserkontrolle |

## Auszeichnungen für Musikverkäufe
Anmerkung: Auszeichnungen in Ländern aus den Charttabellen bzw. Chartboxen sind in ebendiesen zu finden.
| Land/RegionAuszeichnungen für Musikverkäufe (Land/Region, Auszeichnungen, Verkäufe, Quellen) | Gold | Platin     | Verkäufe | Quellen           |
| -------------------------------------------------------------------------------------------- | ---- | ---------- | -------- | ----------------- |
| Deutschland (BVMI)                                                                           | —    | 2× Platin2 | 800.000  | musikindustrie.de |
| Österreich (IFPI)                                                                            | —    | Platin1    | 30.000   | ifpi.at           |
| Insgesamt                                                                                    | —    | 3× Platin3 |          |                   |